# Valtatie 1
Pour les articles homonymes, voir Valtatie et Route nationale 1.
La route nationale 1 (en finnois : Valtatie 1, en suédois : Riksväg 1) est une route nationale de Finlande reliant Helsinki à Turku. Elle mesure 165 kilomètres de long et fait partie de l'itinéraire de la route européenne 18 entre Piikkiö et Turku. Le dernier tronçon de la Valtatie, portée aux standards autoroutiers en dehors des agglomérations, a été mis en service le 28 janvier 2009. À Helsinki, elle débute en tant que Voie de Turku (en finnois : Turunväylä).

## Trajet
La route nationale 1 traverse les municipalités suivantes : Helsinki, Espoo, Kauniainen, Espoo (bis), Kirkkonummi, Vihti, Lohja, Nummi-Pusula, Lohja (bis), Salo, Paimio, Kaarina, et Turku. La partie la plus encombrée est celle entre la Kehä I et la Kehä II avec une circulation quotidienne de 60 000 véhicules par jour.

## Tunnels
La route nationale 1 compte plusieurs tunnels routiers de longueur significative, chacun avec plusieurs issues de secours et des téléphones d'appel d'urgence.
Les tunnels sont numérotés comme suit:
| No | Tunnel                   | Municipalité | Longueur |
| -- | ------------------------ | ------------ | -------- |
| 2  | Tunnel d'Isokylä (fi)    | Salo         | 435 m    |
| 3  | Tunnel d'Hepomäki (fi)   | Salo         | 250 m    |
| 4  | Tunnel de Lakiamäki      | Salo         | 480 m    |
| 5  | Tunnel de Tervakorvi     | Lohja        | 575 m    |
| 6  | Tunnel de Pitkämäki (fi) | Lohja        | 620 m    |
| 7  | Tunnel d'Orosmäki (fi)   | Lohja        | 645 m    |
| 8  | Tunnel de Karnainen (fi) | Lohja        | 2 230 m  |
| 9  | Tunnel de Lehmihaka      | Lohja        | 265 m    |

## Galerie

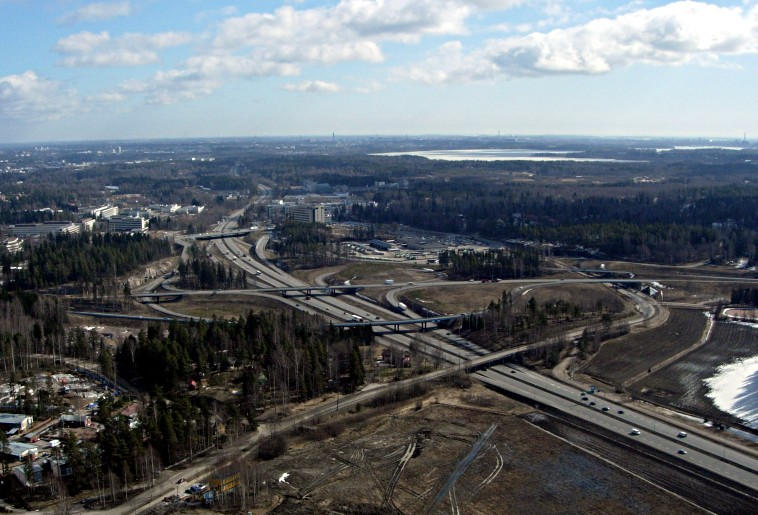
La Turunväylä à Espoo à son croisement avec la Kehä II.
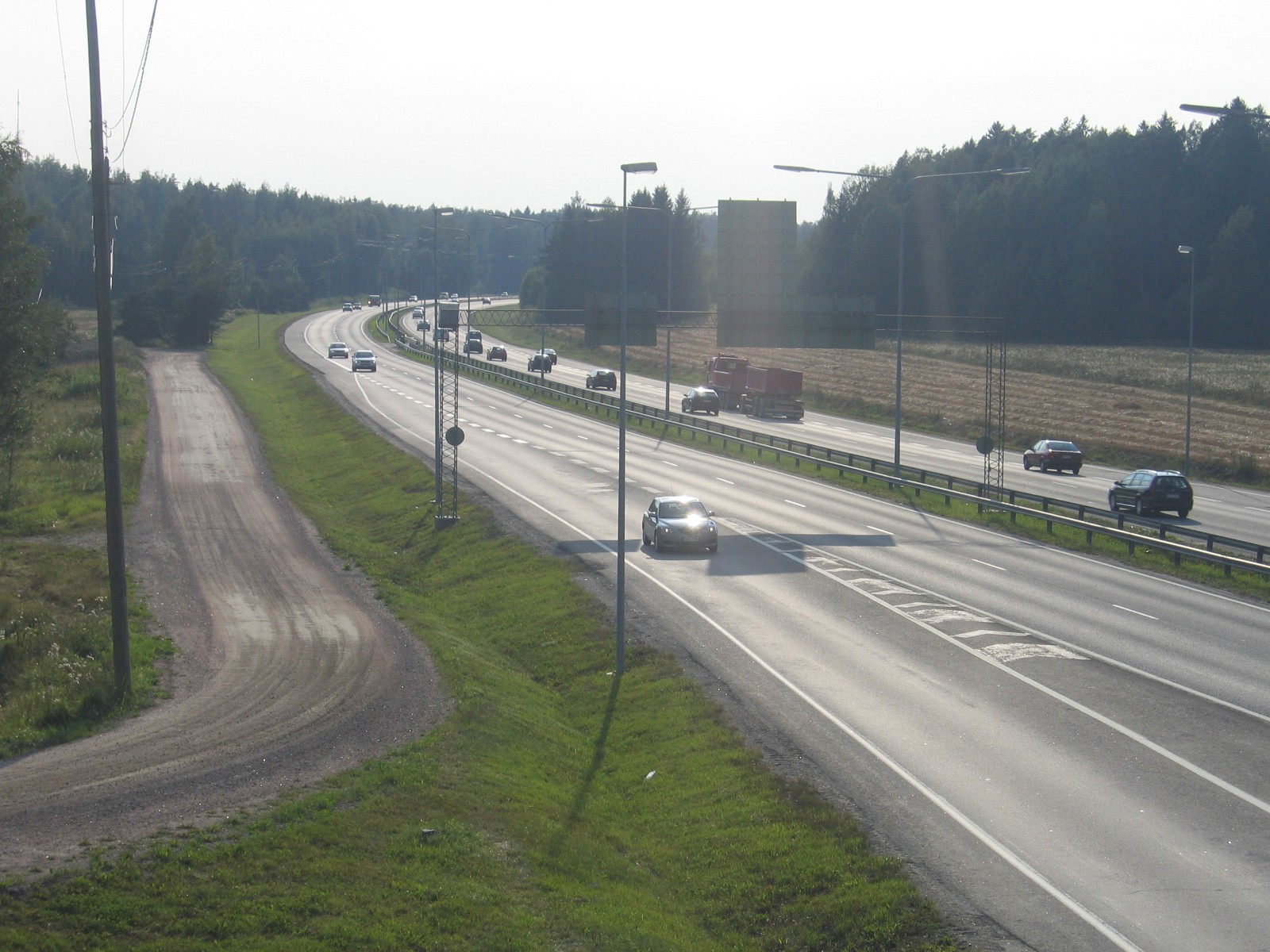
La valtatie 1 à Sepänkylä, Espoo.
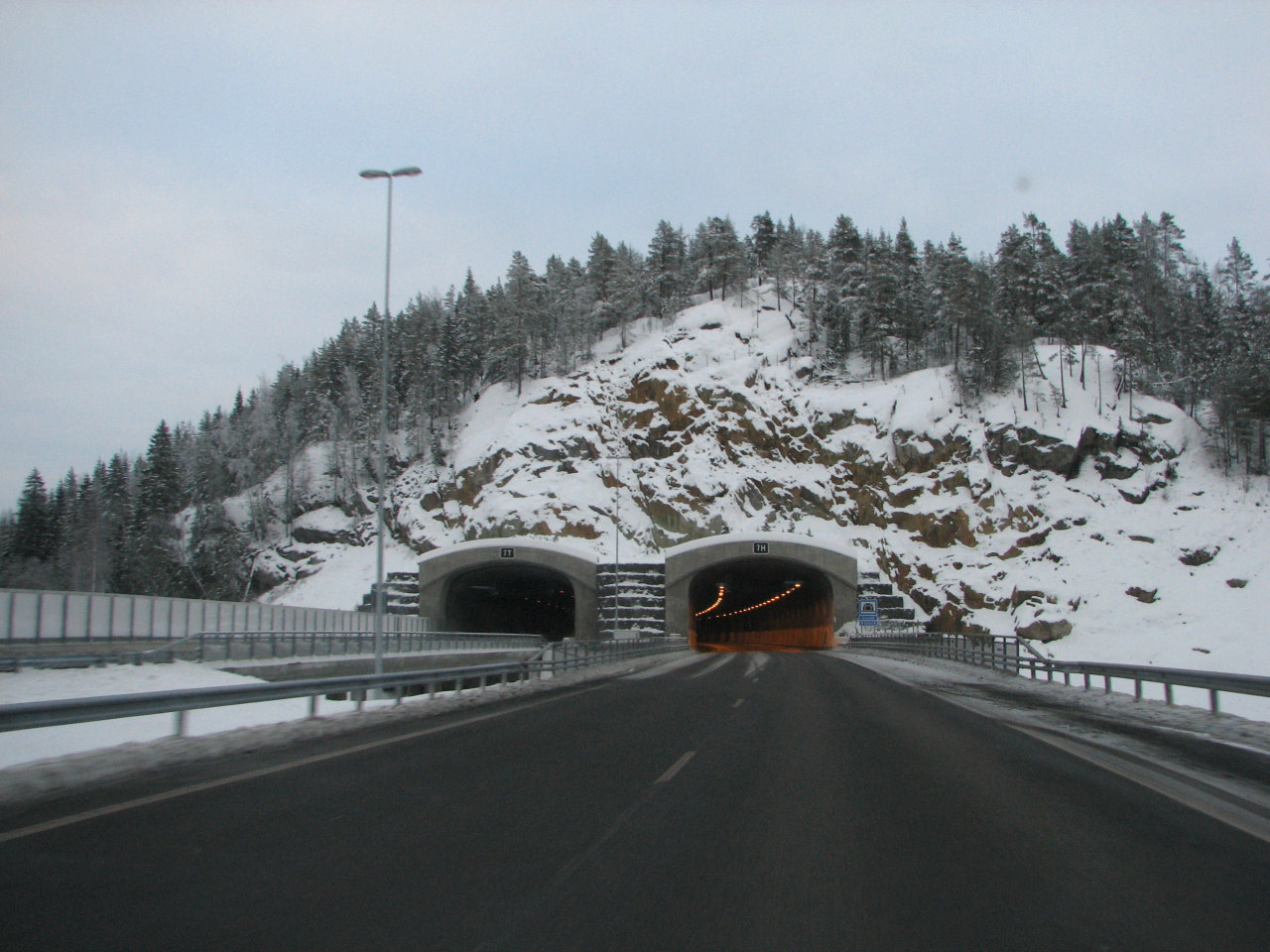
Le tunnel d'Orosmäki à Lohja.
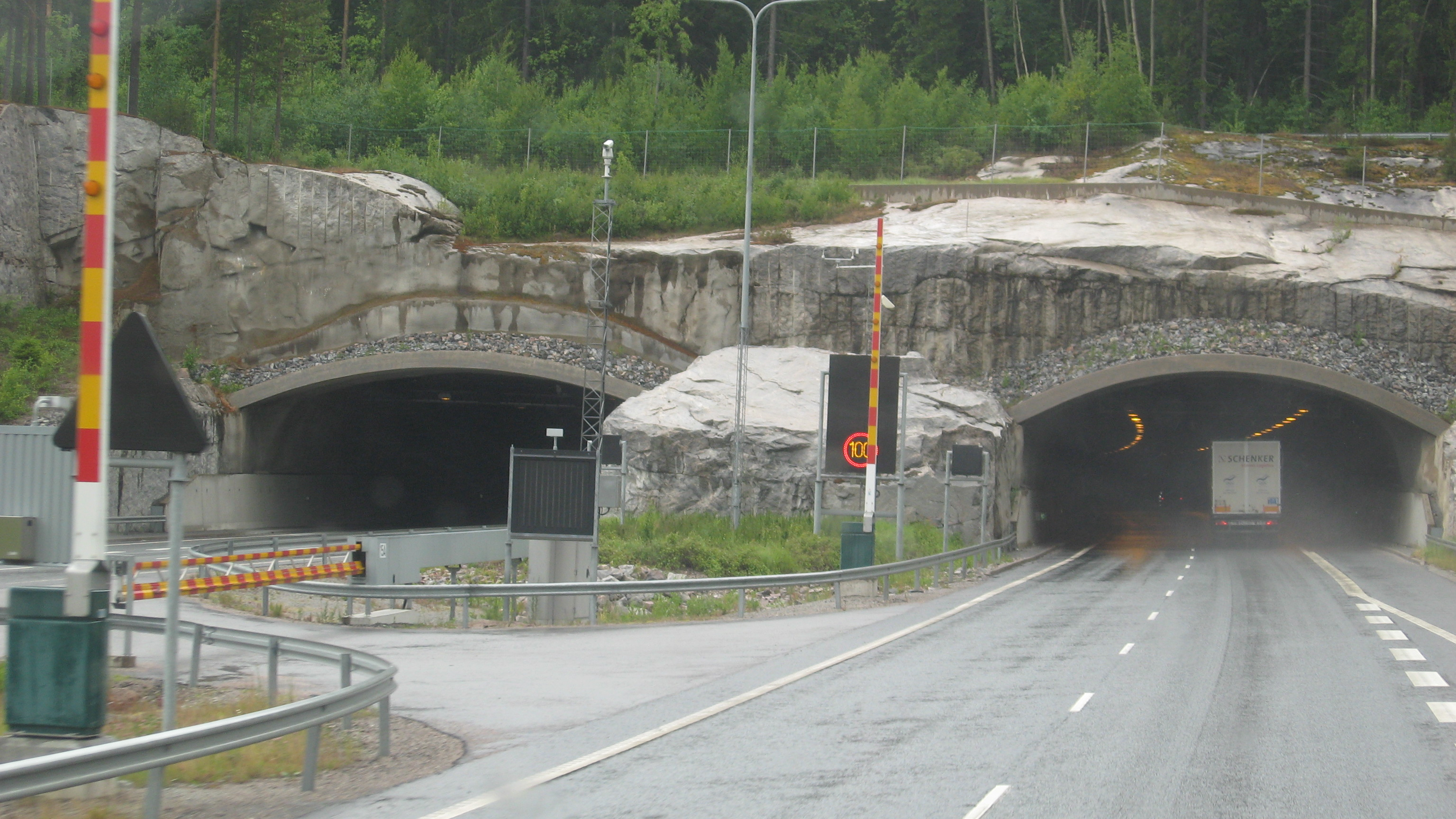
Le tunnel d'Isokylä à Salo.
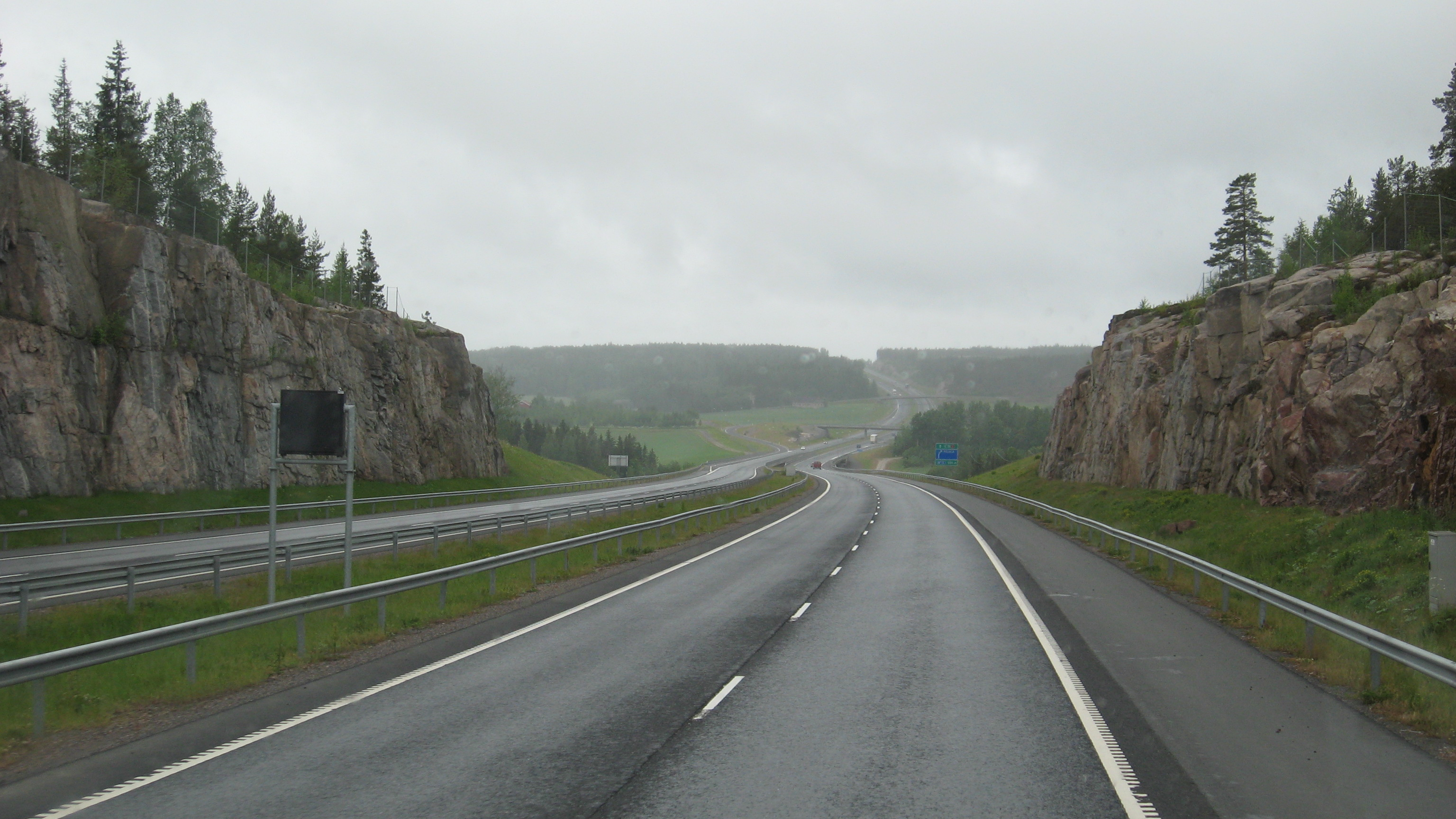
Valtatie 1 à Salo.
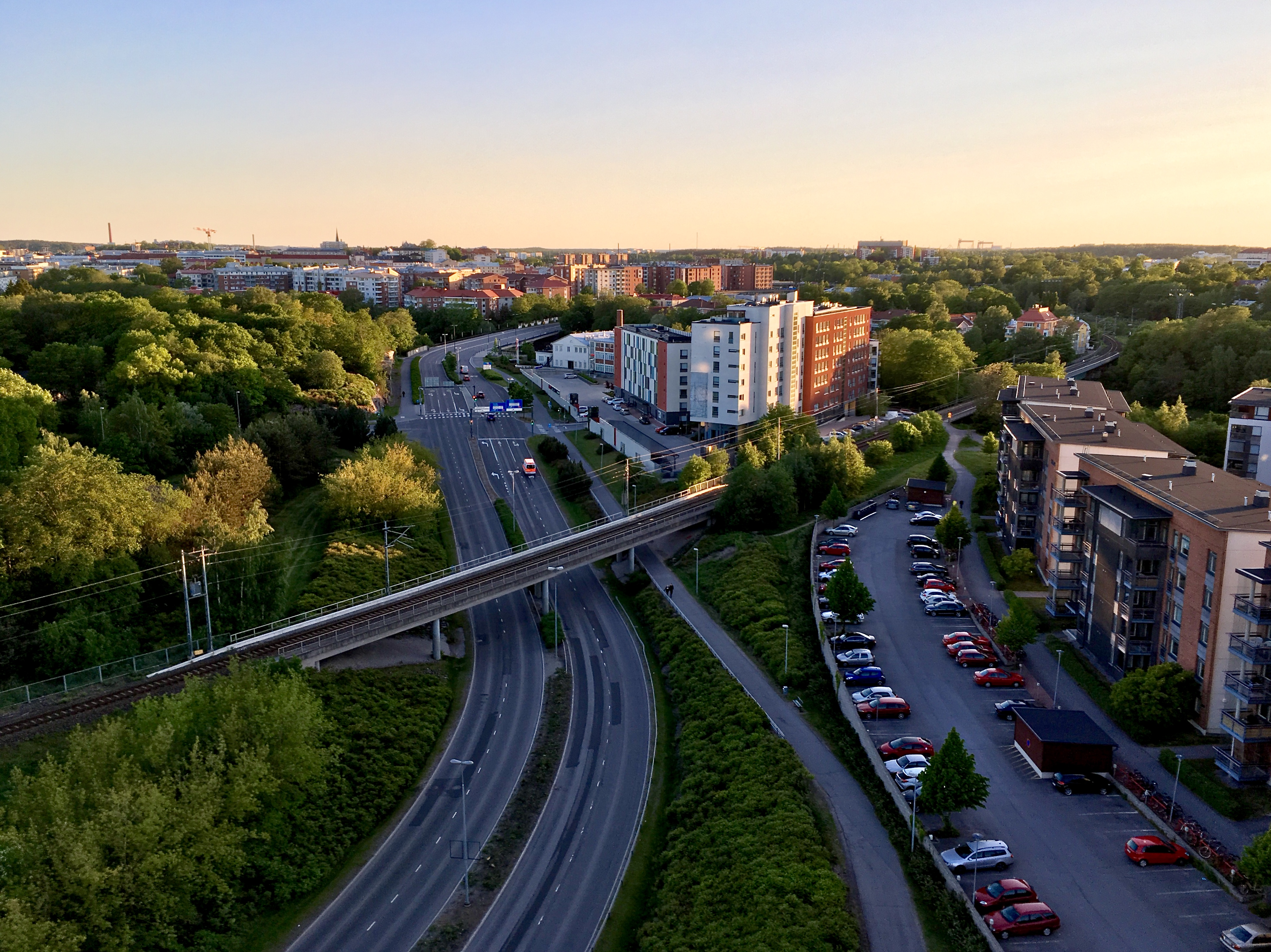
La nationale 1 a Turku.
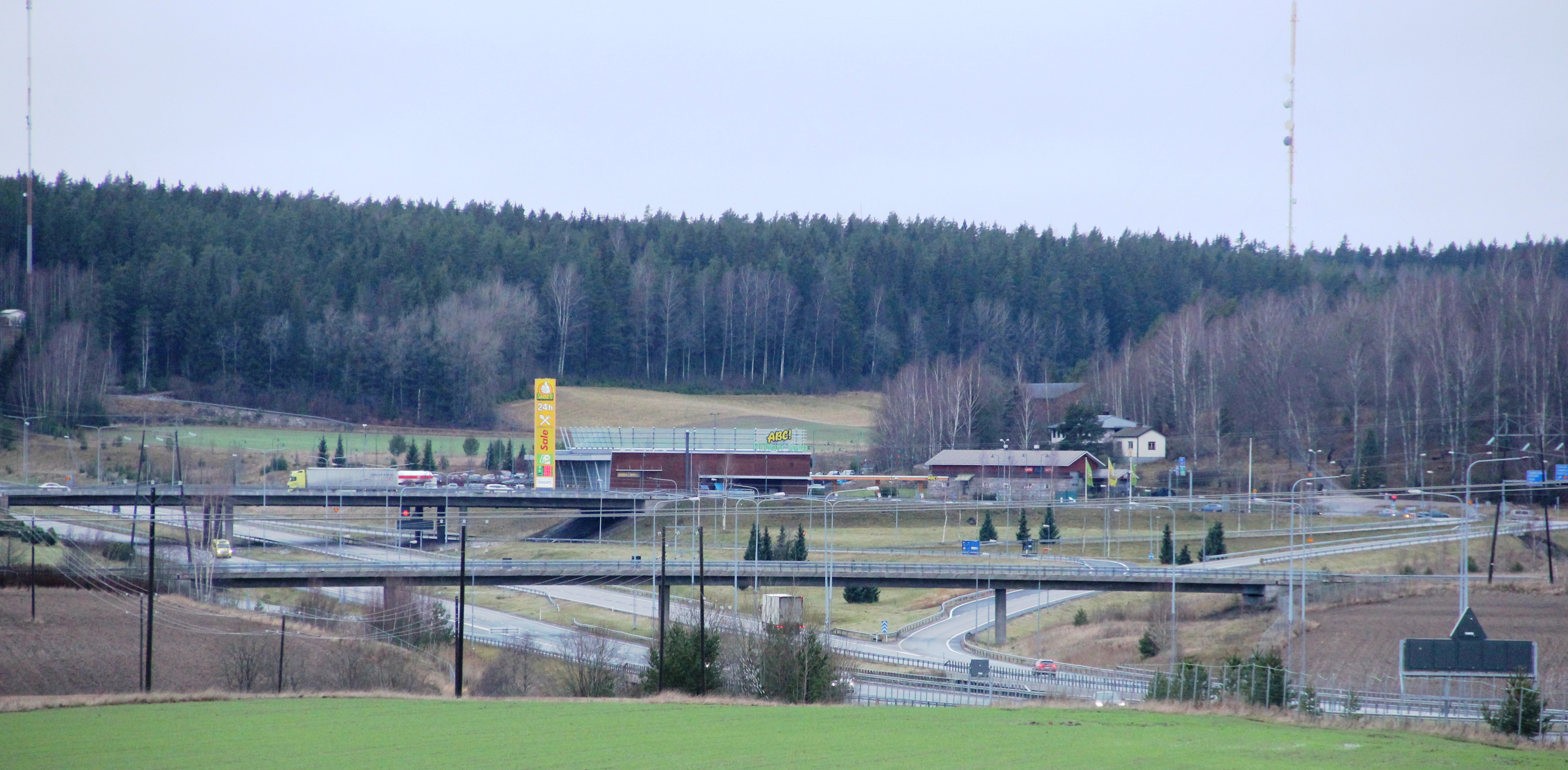
Échangeur de la route Helsinki-Turku (E18) et de la Kantatie 52 à Salo.